# Sokaraja Tengah
Sokaraja Tengah is een bestuurslaag in het regentschap Banyumas van de provincie Midden-Java, Indonesië. Sokaraja Tengah telt 6485 inwoners (volkstelling 2010).